# Phare de Ludington

Le phare de Ludington (en anglais : Ludington Light), est un phare du lac Michigan, situé sur le brise-lames nord du port de Ludington, à l'embouchure de la rivière Père Marquette dans le Comté de Mason, Michigan.
Ce phare est inscrit au Registre national des lieux historiques depuis le 6 septembre 2005 sous le n° 05000982.

## Historique
La première station de signalisation a été établie en 1871. le phare actuel a été allumé pour la première fois en 1924 et il est actuellement opérationnel. Il a été automatisé en 1972. La lumière est structurellement intégrée dans le pilier en acier et en béton armé sur lequel elle est construite. La lentille d'origine était une lentille de Fresnel du quatrième ordre. Le 17 octobre 1995, la lentille de Fresnel a été retirée de la lanterne. Il a été remplacé par une optique acrylique Tideland Signal (en) ML-300 de 12 pouces (300 mm). La lentille d'origine a été prêtée au village historique de White Pine Village où elle est exposée dans le cadre de leur exposition d'histoire maritime.
Un bâtiment de signal de brouillard est intégré dans la tour. Il avait à l'origine un signal de type F diaphone, et un FA-232 est maintenant en service. Une balise radio est également en place et opérationnelle.

### Statut actuel
En 2006, le phare de Ludington a été ouvert au public pour la première fois de son histoire. La Garde côtière a transféré la propriété à la ville de Ludington en vertu de la National Historic Lighthouse Preservation Act (en). Le phare est exploité et entretenu en partenariat avec la Sable Points Lighthouse Keepers Association , qui est un groupe de bénévoles qui entretient, restaure et exploite cette lumière, le phare de Big Sable Point et le phare de Little Sable Point.
Le phare est ouvert au public pendant la saison estivale pour des visites de la tour.

## Description
Le phare  est une tour pyramidale en acier, avec galerie et lanterne, montée sur une base en béton, de 17 m de haut. La tour est peinte en blanc et la lanterne est noire.
Son feu isophase émet, à une hauteur focale de 17 m, une lumière verte de trois secondes par période de 6 secondes. Sa portée est de 5 milles nautiques (environ 9 km) (en moyenne). Il est équipé d'une corne de brume émettant deux souffles de deux secondes, espacés de deux secondes, par période de 30 secondes du 1er avril au 1er novembre, ainsi d'un radiophare.

## Caractéristiques dufeu maritime
Fréquence : 6 secondes (G)
- Lumière : 3 secondes
- Obscurité : 3 secondes

Identifiant : ARLHS : USA-460 ; USCG :  7-18530 ; Admiralty : J1156 : NGA : .

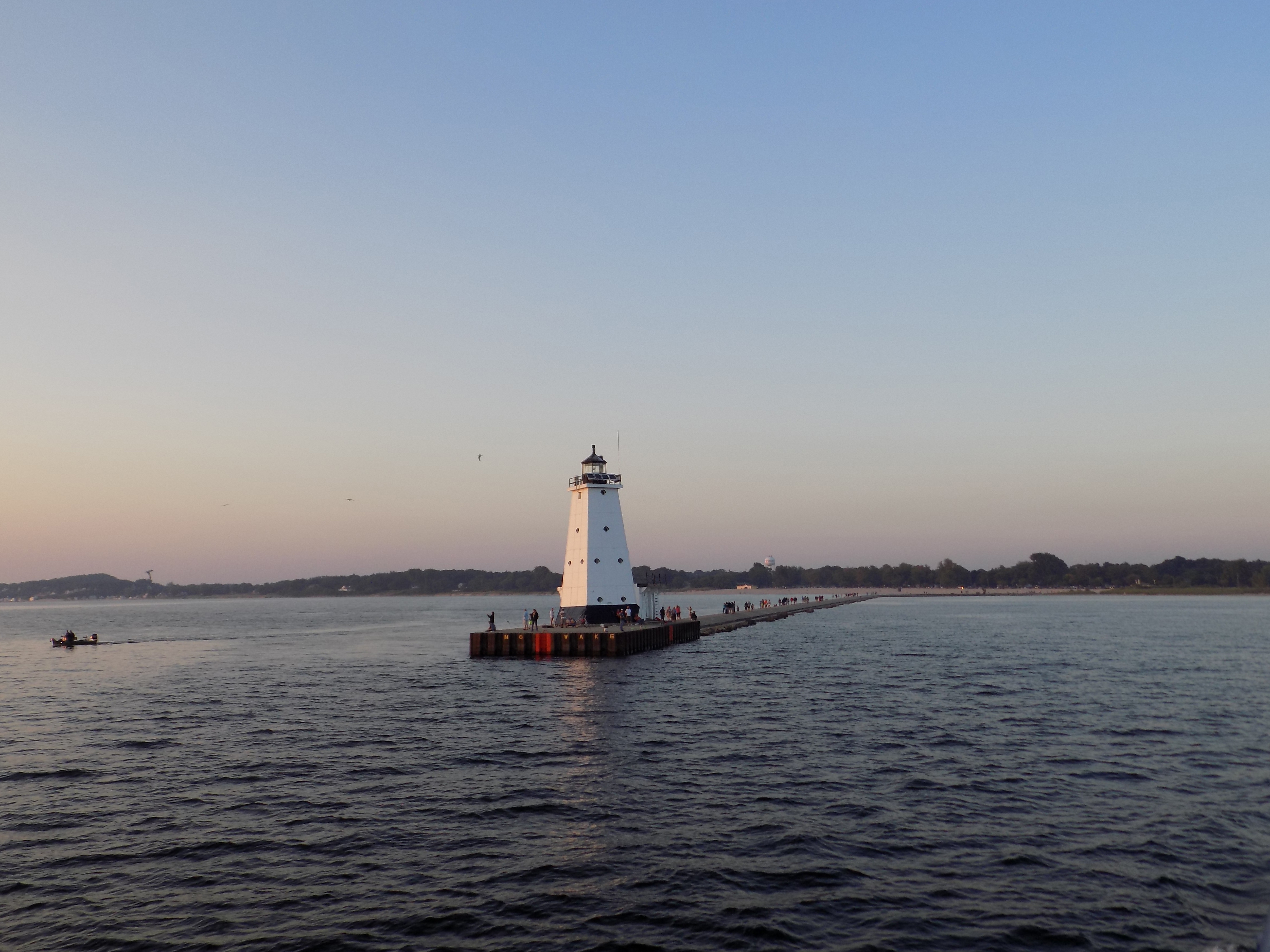
Le phare
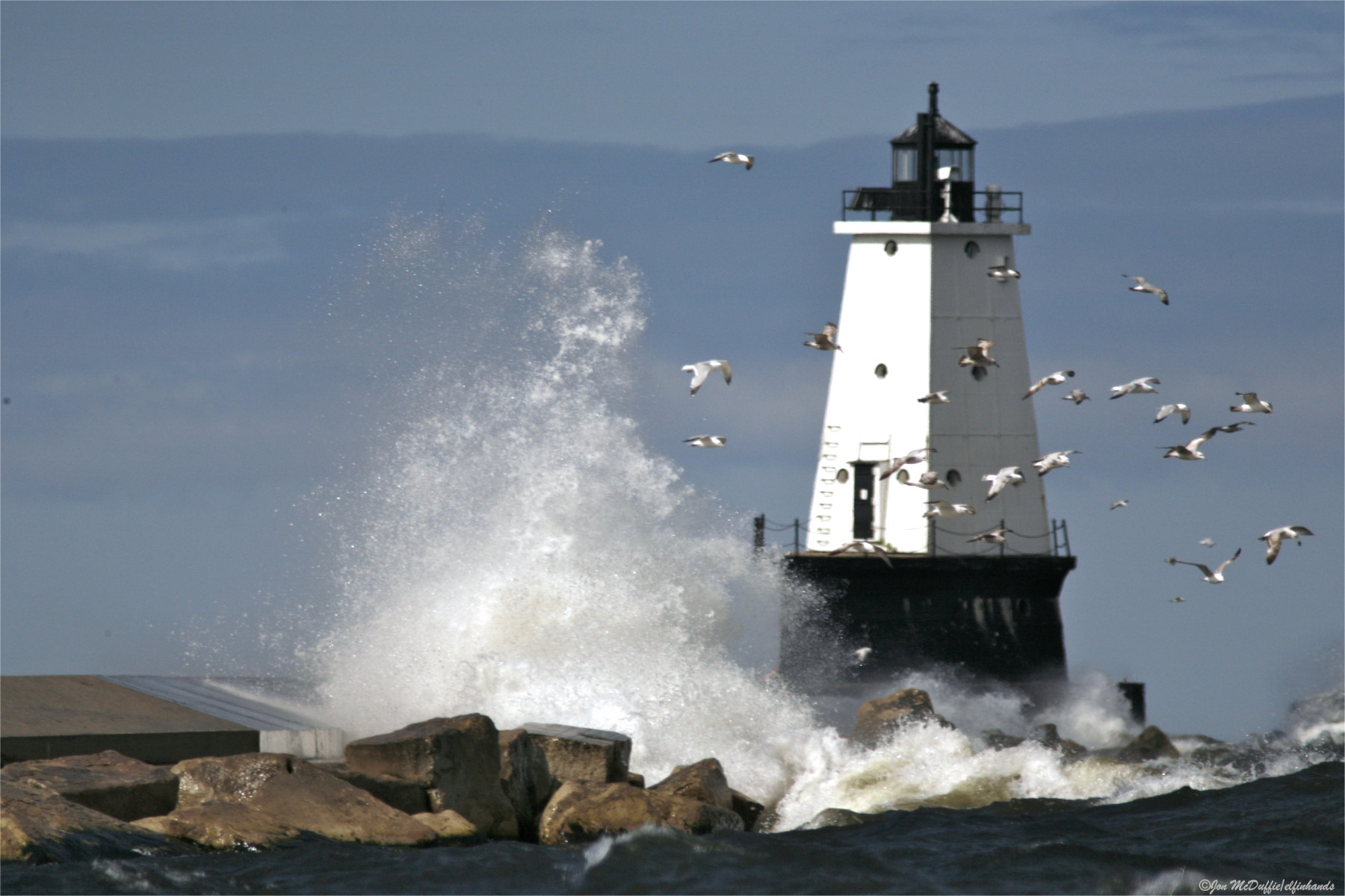
Le phare

### Lien connexe
- Liste des phares au Michigan